# ATP6V1F
ATP6V1F (англ. ATPase H+ transporting V1 subunit F) – білок, який кодується однойменним геном, розташованим у людей на короткому плечі 7-ї хромосоми. Довжина поліпептидного ланцюга білка становить 119 амінокислот, а молекулярна маса — 13 370.
| 10         |  | 20         |  | 30         |  | 40         |  | 50         |
| ---------- |  | ---------- |  | ---------- |  | ---------- |  | ---------- |
| MAGRGKLIAV |  | IGDEDTVTGF |  | LLGGIGELNK |  | NRHPNFLVVE |  | KDTTINEIED |
| TFRQFLNRDD |  | IGIILINQYI |  | AEMVRHALDA |  | HQQSIPAVLE |  | IPSKEHPYDA |
| AKDSILRRAR |  | GMFTAEDLR  |  |            |  |            |  |            |

A: Аланін

D: Аспарагінова кислота

E: Глутамінова кислота

F: Фенілаланін

G: Гліцин

H: Гістидин

I: Ізолейцин

K: Лізин

L: Лейцин

M: Метіонін

N: Аспарагін

P: Пролін

Q: Глутамін

R: Аргінін

S: Серин

T: Треонін

V: Валін

Задіяний у таких біологічних процесах, як транспорт іонів, транспорт, транспорт протонів, альтернативний сплайсинг. 